# 테드 후지타
테츠야 시어도어 후지타(Tetsuya Theodore Fujita, 1920년 10월 23일 – 1998년 11월 19일)는 주로 악천후에 대해 연구했던 일본계 미국인 기상학자이다. 시카고 대학교에서 악성 뇌우, 토네이도, 허리케인, 태풍에 대한 그의 연구는 각각의 지식에 혁명을 일으켰다. 그는 토네이도 강도 및 피해의 후지타 등급을 만든 것으로 가장 잘 알려져 있지만, 하향격풍과 마이크로버스트를 발견했으며, 특히 풍속과 피해의 관계를 탐구하는 작업을 통해 많은 악천후 현상과 그것이 사람과 지역 사회에 미치는 영향에 대한 현대적 이해를 발전시키는 데 중요한 인물이었다.

## 전기
후지타는 일본 후쿠오카현 소네 마을(현재 기타큐슈시의 일부)에서 태어났다.

### 제2차 세계 대전
후지타는 제2차 세계 대전 당시 고쿠라시에 거주하고 있었다. 고쿠라는 "팻 맨" 플루토늄 폭탄의 주 목표였으나, 1945년 8월 9일 아침, 이 도시는 전날 Bombing of Yahata (August 1945) 이웃 도시 야하타의 구름과 연기에 가려져 있었다. 그 결과, 폭탄은 부 목표인 나가사키시에 투하되었다.
핵폭발로 인한 피해를 연구하는 것은 후지타가 하향격풍과 마이크로버스트를 지표면에 부딪혀 퍼져나가는 "성형 돌풍"으로 이해하는 데 기여했다.

### 경력
후지타는 1961년 6월 시카고에서 로저 A. 브라운과 함께 토네이도를 조사했는데, 이 토네이도는 1961년 3월 도시의 사우스 사이드를 휩쓸었다. 보고서는 이 토네이도를 지난 90년간 이 도시에서 발생한 모든 토네이도 중 "가장 파괴적"이라고 묘사했다. 이 조사는 또한 토네이도의 이상한 피해 패턴을 지적했는데, 대부분의 집은 기와와 창문에 경미한 피해만 입었음에도 파괴된 차고와 뿌리 뽑힌 나무와 같은 건물에 있었다. 풍속 패턴과 뉴스 보도는 같은 시간에 홈우드에서 발생한 또 다른 토네이도가 "직선 돌풍"이었다는 것을 확인하는 데 사용되었다.
후지타는 플라이트 세이프티 재단의 전문가에게 당시까지 알려지지 않은 원인으로 112명의 사망자를 낸 치명적인 항공 사고인 이스턴 항공 66편의 사건을 조사해 달라는 요청을 받았다. 공항 근처의 나무 피해 패턴을 이전에 알려진 토네이도 외 피해 패턴(1974년 대규모 토네이도 발생 시 조사한 피해 포함)과 비교함으로써 그는 이스턴 항공 66편이 하향격풍에 의해 추락했다는 결론에 도달했다. 이 이론은 논란의 여지가 있었는데, 그의 하향격풍 이론은 기존의 하강 기류 이론과 상반되었고 일부 학자들은 하강 기류가 앞서 언급된 풍속 패턴을 발생시킬 만큼 강할 수 있다고 믿지 않았다. 후지타는 1975년부터 1978년까지 저고도 세스나 비행기에서 옥수수밭의 하향격풍 풍속 패턴을 조사했다. 도플러 레이더 기술을 사용하여 풍속 패턴을 분석하는 아이디어는 미국 국립 대기 연구 센터에서 시작되었고, 일리노이주 북부 전역에 메소넷과 도플러 레이더 기지망을 구축한 프로젝트 NIMROD로 결실을 맺었다. 이 프로젝트는 1978년 5월 29일 요크빌 근처에서 마이크로버스트를 관측했고, 이 사건의 데이터에 대한 후속 분석은 후지타의 하향격풍 모델과 일치했다. 프로젝트 NIMROD는 수명 기간 동안 약 50개의 하향격풍을 관측했으며, 이러한 현상의 강도와 빈도에 대한 이해를 크게 향상시켰다.
1980년 4월, 후지타와 NIMROD의 다른 인물들은 레이더 기상학 컨퍼런스에서 그들의 연구 결과를 논의했고, 이는 하향격풍의 고해상도 모델을 만들려는 시도인 프로젝트 JAWS로 이어졌다. 프로젝트 JAWS는 1982년 5월 15일부터 8월 13일까지 콜로라도주 덴버 주변 지역에서 수행되었으며, 특히 "건조 마이크로버스트" – 기상 레이더에서 볼 때 반사율이 낮은 마이크로버스트에 대한 후지타의 용어 – 에 중점을 두었다. 1982년 6월 12일, 후지타는 진행 중인 토네이도를 처음으로 관측했다. 프로젝트 JAWS는 총 186건의 마이크로버스트 사건을 관측했다.
그는 1949년 이후 규슈 공업대학으로 알려진 메이지 직업 대학에서 연구하고 가르쳤다. 1953년 그는 후지타의 연구, 특히 찬 공기 하강 기류의 독립적인 발견에 관심을 갖게 된 호레이스 R. 바이어스의 초청으로 시카고 대학교에 왔다. 후지타는 1990년 은퇴할 때까지 시카고 대학교에 머물렀다.

### 개인 생활 및 사망
테드 후지타는 1998년 11월 19일 시카고 자택에서 사망했다. 미국 기상 학회 (AMS)는 2000년 1월 제80차 연례 회의에서 "악성 폭풍의 미스터리 심포지엄: T. 테오도르 후지타의 연구에 대한 헌정"을 개최했다. 스톰 트랙 잡지는 1998년 11월 특별호 "테드 후지타 박사를 기리며"를 발행했고 웨더와이즈는 1999년 5월/6월호에 "토네이도 씨: 테드 후지타의 삶과 경력"이라는 기사를 실었다. 그는 2020년 5월 19일 PBS 시리즈 아메리칸 익스피리언스에서 처음 방영된 다큐멘터리 영화 Mr. Tornado의 주제였다.

## 기상학에 대한 공헌

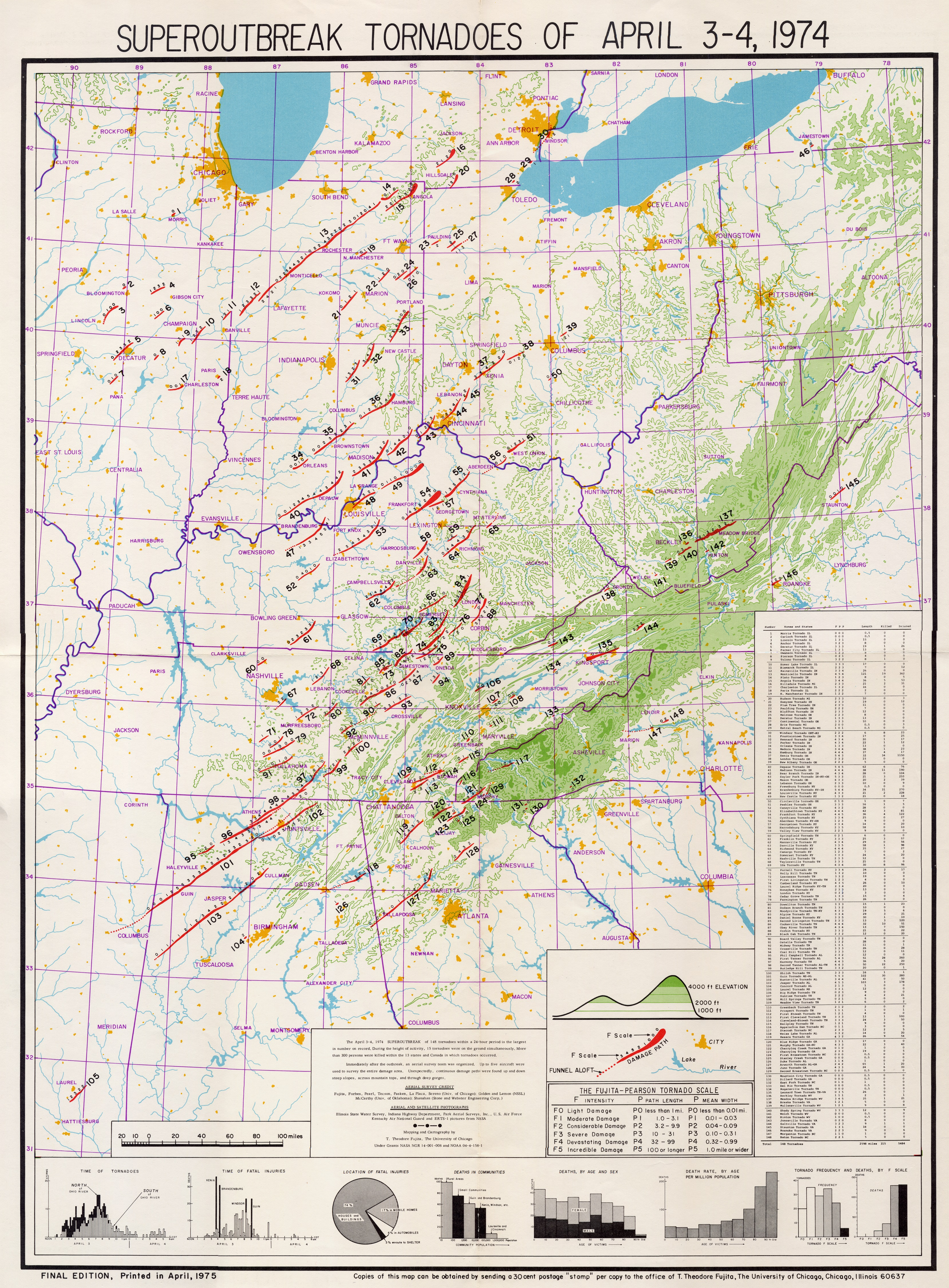
1974년 대규모 토네이도 발생에 대한 후지타의 경로 분석

후지타는 하향격풍과 마이크로버스트의 발견자로 인정받으며, 토네이도 강도를 구분하고 토네이도 피해와 풍속을 연결하는 후지타 등급을 개발했다.
후지타의 가장 잘 알려진 공헌은 토네이도 연구였다. 그는 동료와 언론으로부터 종종 "토네이도 씨"라고 불렸다. 후지타는 토네이도 비행 및 피해 조사 기술 개발의 선구자였으며, 이를 사용하여 1970년 5월 11일 텍사스주 러벅을 강타한 토네이도의 경로를 연구하고 지도화했다. 그는 토네이도 소용돌이 표면의 다양한 높이에서 풍속을 확인하기 위해 토네이도 사진 및 필름의 광도 분석 가치를 확립했다. 후지타는 또한 항공기에 심각한 위험을 초래할 수 있는 하향격풍이라는 기상 현상을 광범위하게 연구한 최초의 인물이었다. 특히 프로젝트 NIMROD에 대한 그의 작업의 결과로, 전 세계 조종사 훈련은 학생들이 그의 개척한 기술을 사용하여 교육을 받는다.
후지타는 또한 더 큰 모 구름 내에서 여러 개의 작은 깔때기(흡입 소용돌이)가 회전하는 다중 소용돌이 토네이도 개념을 개발하는 데 크게 참여했다. 그의 작업은 이전에는 드문 현상으로 여겨졌던 것과는 달리, 대부분의 강력한 토네이도는 여러 소용돌이로 구성되어 있다는 것을 확립했다. 그는 또한 강화되는 열대 저기압에서 미니 소용돌이의 개념을 발전시켰다. 테드 후지타는 또한 열대 저기압의 기압과 풍속을 관련시키는 모델을 발표했다. 그는 가장 일반적인 템플릿의 지수를 수정한 최초의 인물로 주목할 만했다.

## 더 읽어보기
- Grazulis, Thomas P. ( 1 January 1993). 《A Guide To: Tornado Video Classics II: The Magnificent Puzzle》 (영어). 세인트 존스베리, 버몬트주: The Tornado Project of Environmental Films. 37-78쪽. ASIN B005J7L1LQ. OCLC 1016991986.

### 회고록
- — ( 1 October 1992). 《Memoirs of Effort to Unlock the Mystery of Severe Storms during the 50 Years, 1942–1992》. Wind Research Laboratory – Department of Geophysical Sciences. 《WRL Research Paper Number 239》 (영어, 일본어) (시카고 대학교). hdl:10605/262046.